# Missa de Glòria (Mascagni)
La Missa de Glòria (Messa di Gloria in fa maggiore per soli, coro e orchestra) és una missa composta per Pietro Mascagni i estrenada el 22 d'abril de 1888 a l'església de Sant'Antonio de Cerignola per l'orquestra Filarmonica di Cerignola sota la direcció del mateix compositor.
El 1885 abandonà els estudis per a fer de director d'orquestra en una companyia d'opereta. Posteriorment s'instal·là a Cerignola i es dedicà a la composició i a la direcció. El fet més transcendental de la seva vida arribà el 1889, any en què guanyà el premi de l'editor Sonzogno amb Cavalleria rusticana, obra considerada normalment com la iniciadora del moviment verista. Entremig va compondre aquesta Missa de Glòria que a l'estrena va tenir un èxit total i indiscutible, estrena que es produïa uns mesos després del seu casament amb Lina el 17 de febrer.
Mascagni va escriure aquesta missa per a una orquestra de nens dels seus alumnes de l'escola de Cerignola. És per aquest motiu que no presenta una gran dificultat en la seva representació.

## Estructura
1. Kyrie
2. Gloria
3. Laudamus
4. Gratias
5. Domine Jesu
6. Qui Tollis
7. Qui Sedis
8. Quonaim
9. Cum Sancto Spiritu
10. Credo
11. Et Incarnatus
12. Et Resurrexit
13. Sanctus
14. Elevazione
15. Benedictus
16. Hosanna
17. Agnus Dei